# 十時惟次
十時 惟次（ととき これつぐ、生年不明- 永禄12年5月（1569年）は、戦国時代から安土桃山時代にかけての武将。戸次氏の家臣。十時惟通（孫右衛門）の子。子に十時惟則（下野守）、十時連貞。通称は与兵衛、摂津。

## 生涯
豊後国の武将・十字惟通の子として誕生。父・惟通は、十時氏初代の十時（はじめ入倉）長門守の四男で、分流の出自にあたる。
年代不詳ながら、豊後国の戦国大名大友氏の重臣・戸次鑑連（後の立花道雪）に召し出される。
天文11年（1542年）、大友宗麟は大内氏へ寝返った筑前鷹取山城城主・森鎮実に対して、1,3000の大軍をもって城を包囲した際に、惟次は道雪の弓隊500兵を率いて福智山の中腹に登り、鷹取山城へ弓矢を射かけて落城の大功を立て、感状も受領した。その後、戸次鑑連が「道雪」と名乗っていた時期に所領として筑前国那珂郡板付村(現在の福岡市博多区板付)内30町を拝領される。
永禄12年（1569年）5月に筑前国長尾合戦において、長男の惟則ともども戦死した。家督及び所領は次男の連貞が相続した。